# Krater Zapadnaja
Krater Zapadnaja – krater uderzeniowy znajdujący się na granicy obwodów winnickiego i żytomierskiego Ukrainy.
Jego średnica wynosi 3,2 km, a wiek jest oceniany na 165 ± 5 mln lat (czyli pochodzi ze środkowej jury). Krater nie jest widoczny na powierzchni Ziemi.